# Psychoda filipenis
Psychoda filipenis és una espècie d'insecte dípter pertanyent a la família dels psicòdids que es troba a Àfrica: el Camerun.